# Xylariopsis
Xylariopsis is een kevergeslacht uit de familie van de boktorren (Cerambycidae). De wetenschappelijke naam van het geslacht werd voor het eerst geldig gepubliceerd in 1884 door Bates.

## Soorten
Xylariopsis omvat de volgende soorten:
- Xylariopsis albofasciata Wang & Chiang, 1998
- Xylariopsis esakii Mitono, 1943
- Xylariopsis fujiwarai Hayashi, 1994
- Xylariopsis fulvonotata (Pic, 1928)
- Xylariopsis iriei Hayashi, 1976
- Xylariopsis mimica Bates, 1884
- Xylariopsis uenoi Hayashi, 1994